# Casa Salvador (la Ribereta)
La Casa Salvador, com apareix en alguns mapes, és una masia del poble de la Ribereta, de l'antic terme de Sapira, pertanyent actualment al municipi de Tremp.
Està situada en el sector sud-occidental de la Ribereta, al sud-oest de Casa Juvillà. És al nord de Casa Salvador, a la riba esquerra de la Noguera Ribagorçana, una mica enlairada per damunt del riu.